# KLM Alps
KLM Alps was een dochteronderneming van KLM die vluchten van en naar Oostenrijk uitvoerden. De vloot bestond uit een tiental Dornier 328-100 toestellen. KLM heeft eerst tot 2001 de Dornier's zelf beheerd, maar daarna zijn de toestellen verkocht/overgedragen aan Swisswings en Air Alps Aviation. Rond 2005 is KLM helemaal uit het KLM Alps concept teruggetrokken en geen van de toestellen waren dus nog onder het beheer van KLM. 